# Imeľ
Imeľ, ungarisch Ímely (ungarisch älter auch Imöl u. ä.) ist ein Ort und eine Gemeinde im Okres Komárno des Nitriansky kraj im Südwesten der Slowakei, mit 1992 Einwohnern (31. Dezember 2024). Die Bevölkerung ist laut der Volkszählung 2001 gemischt, mit einer knappen slowakischen Mehrheit (52,04 %), gefolgt von Ungarn (46,52 %), dazu kommen noch wenige Tschechen (0,58 %).

## Geographie

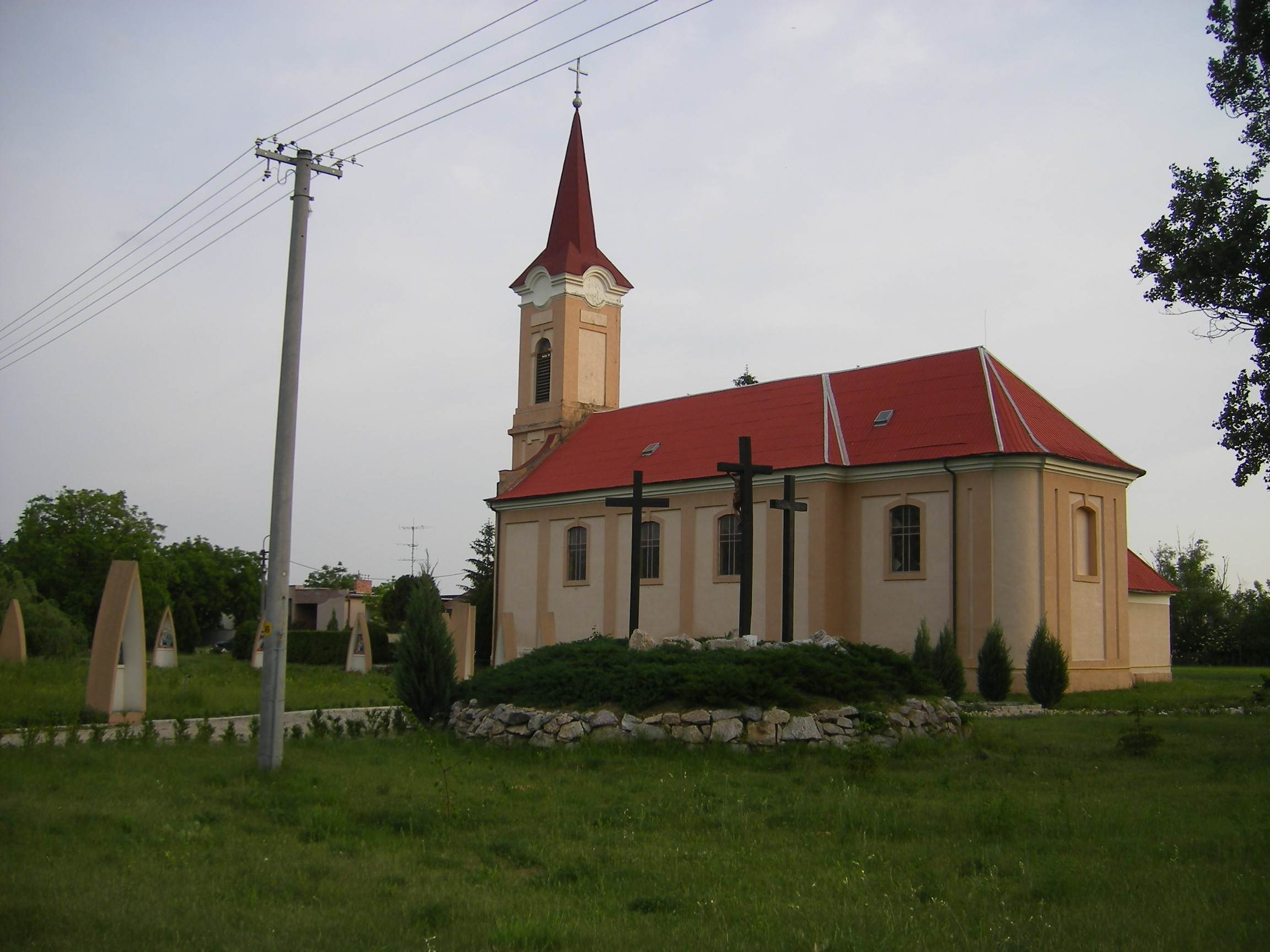
Kirche im Ort

Imeľ liegt im slowakischen Donautiefland, zwischen den Flüssen Stará Nitra (alter Verlauf der Nitra) im Westen und Žitava im Osten, 10 Kilometer südlich von Nové Zámky und 20 Kilometer nördlich von Komárno gelegen.

## Geschichte
Das Gemeindegebiet ist seit der Neusteinzeit bewohnt. Von den archäologischen Funden sind vor allem Funde aus der Altbronzezeit, Zeit der Völkerwanderung sowie der altungarischen Stämme vertreten. Der heutige Ort wurde zum ersten Mal 1312 als Hemeu erwähnt und gehörte lange Zeit zum Erzbistum Gran. Während der Türkenkriege im 16. und 17. Jahrhundert befand sich der Ort mehrmals an der Front und wurde in Mitleidenschaft gezogen.
Bis 1919 gehörte der im Komitat Komorn liegende Ort zum Königreich Ungarn und kam danach zur Tschechoslowakei. Auf Grund des Ersten Wiener Schiedsspruchs lag er 1938–45 noch einmal in Ungarn.

## Bevölkerung
| Jahr                | 1994 | 2004    | 2014    | 2024    |
| ------------------- | ---- | ------- | ------- | ------- |
| Anzahl der Personen | 2276 | 2152    | 1960    | 1992    |
| Unterschied         |      | −5,44 % | −8,92 % | +1,63 % |

| Jahr                | 2023 | 2024    |
| ------------------- | ---- | ------- |
| Anzahl der Personen | 1989 | 1992    |
| Unterschied         |      | +0,15 % |

## Sehenswürdigkeiten
- römisch-katholische Johannes-der-Täufer-Kirche aus dem Jahr 1800
- klassizistische reformierte Kirche aus dem Jahr 1888